# Grand Hôtel (série télévisée, 2020)
Pour les articles homonymes, voir Grand Hôtel.
Ne doit pas être confondu avec Grand Hôtel (série télévisée, 2011) ou Grand Hotel (série télévisée, 2019).
Grand Hôtel est une mini-série télévisée dramatique franco-belge en huit épisodes d'environ 45 minutes créée par Aurélie Belko et Sébastien Le Délézir, et diffusée en France entre le 3 septembre et le 24 septembre 2020 sur TF1.
Il s'agit de l'adaptation de la série télévisée espagnole Grand Hôtel (Gran Hotel), créée par Ramón Campos et Gema R. Neira et diffusée entre octobre 2011 et juin 2013 sur Antena 3.
La série est une coproduction de Capa Drama, TF1, Les Gens et la RTBF (télévision belge),.
En France, la série est disponible sur la plateforme Salto. En Suisse, la série est diffusée à partir du 28 août 2020 sur RTS Un. En Belgique, elle est diffusée à partir du 30 août 2020 sur La Une.
En décembre 2020, TF1 a annoncé ne pas reconduire la série pour une deuxième saison. La série s’arrête donc au bout d’une seule et unique saison composée de huit épisodes.[réf. souhaitée]

## Synopsis
Anthony Costa (Victor Meutelet), vingt-cinq ans, se fait embaucher comme serveur au Grand Hôtel, palace historique de la Côte d’Azur pour tenter de comprendre ce qui est arrivé à sa sœur Amélie Pereira (Juliet Lemonnier), femme de chambre ayant mystérieusement disparu il y a quelques mois. Seulement, le jeune homme ne s'imaginait pas qu'il tomberait sous le charme de la belle Margaux (Solène Hébert), une héritière de la famille Vasseur, sur le point de se marier avec le directeur de l’hôtel Sam Mogador (Virgile Bramly)… Mais sous ce luxe se cachent de nombreux secrets enfouis depuis longtemps, prêts à refaire surface…
Ainsi, la sœur de Margaux, Sophie (Marie Kremer) est enceinte d'un époux qui se révèle être homosexuel. Sa belle-mère (Anny Duperey) n'est pas dupe et s'arrange pour lui montrer tout le mépris possible. Xavier (Alain-Fabien Delon), le petit frère de Margaux, est quant à lui sous l'emprise constante de stupéfiants. Quant à leur mère, Agnès (Carole Bouquet), elle souhaite vendre l'hôtel. Dès lors, Margaux va se battre pour connaître la vérité et, surtout, garder l'hôtel convoité par Paul Andrieux (Hippolyte Girardot), ennemi de la famille.

## Distribution

### Personnages principaux
- Carole Bouquet : Agnès Vasseur
- Solène Hébert : Margaux Vasseur
- Victor Meutelet : Anthony Costa
- Virgile Bramly : Sam Mogador
- Alain-Fabien Delon : Xavier Vasseur
- Marie Kremer : Sophie Vasseur
- Maxence Danet-Fauvel : Will Marchand
- Hippolyte Girardot : Paul Andrieux
- Bruno Solo : Benjamin Marchand
- Gwendoline Hamon : Françoise Marchand
- Anny Duperey : Suzanne de Mariese

### Personnages secondaires
- Juliet Lemonnier : Amélie Pereira
- Flore Bonaventura : Hélène
- Sara Martins : Capitaine Camille Sargass
- Nicolas Wanczycki : Lieutenant Marc Valski
- Matthias Van Khache : Alfred de Mariese
- Héloïse Martin : Stella Luccioni
- Melchïor Lebeaut : Yohann
- Sohée Monthieux : Chloé
- India de Almeida : Éva
- Camille Aguilar : Jeanne
- Maud Druine : Jade
- Nola Durand : Cassandre
- Marie Bunel : Mme de Corson
- Joseph Malerba : Jean-Pierre Luccioni
- Cédric Zimmerlin : Adrien
- Jessica Duclaux : Luciana Luccioni
- Florine Delobel : Sybille
- Bruno Paviot : Laugier
- Constance Gay : Sonia
- Louis de Villers : Lucas
- Djibril Mbaye : Thiago
- Philypa Phoenix : Yaël
- Nadia Larbiouene : Yasmina
- Swan L'Haoua : Le légiste
- Alain Bouzigues : Thomas
- Fabien Baïardi : client monsieur Clément

## Production

### Tournage

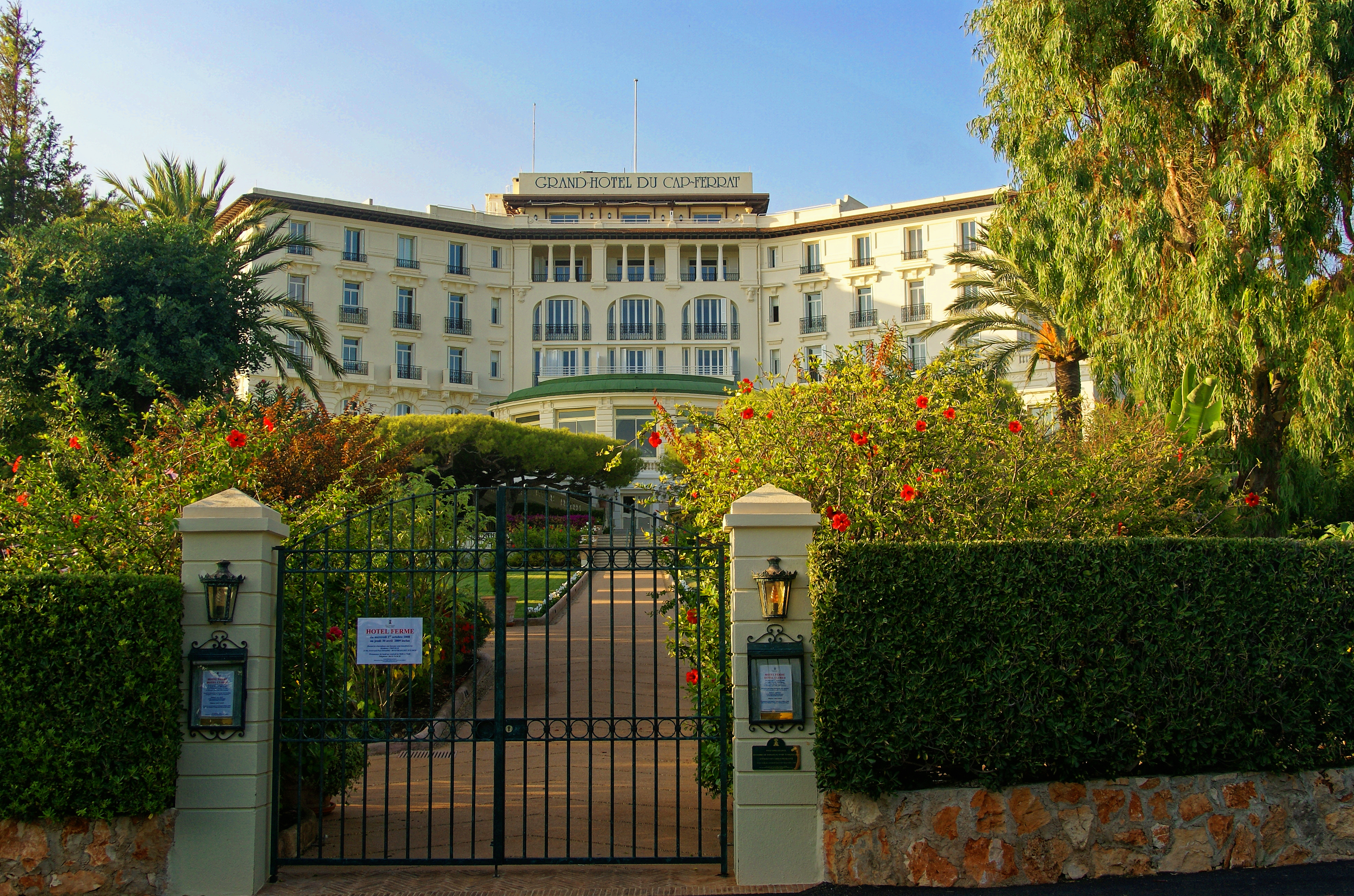
Le Grand-Hôtel du Cap-Ferrat.

Le tournage a lieu à Saint-Jean-Cap-Ferrat pour les scènes extérieures du Grand-Hôtel et aux studios de Bry-sur-Marne où l’intérieur du palace « a été recréé, à l'exception du hall de l'hôtel (…) », précise le producteur Arnaud Figaret.
Le commissariat de police est celui situé rue aux Ours, dans le 3e arrondissement de Paris.

### Fiche technique
Sauf indication contraire, les informations mentionnées dans cette section peuvent être confirmées par les bases de données cinématographiques IMDb et Allociné,  présentes dans la section « Liens externes ».
- Titre français : Grand Hôtel
- Réalisation : Yann Samuell et Jérémy Minui
- Scénario : Aurélie Belko, Sébastien Le Délézir, Julie Simmoney et Frédéric Faurt, d'après la série homonyme espagnole créée par Gema R. Neira et Ramon Campos
- Musique : François Liétout
- Direction artistique : Jérémy Minui
- Décors : Hérald Najar
- Costumes : Éric Perron
- Photographie : Philippe Piffeteau
- Son : Bernard Borel
- Montage : Bertrand Maillard
- Production : Arnaud Figaret
- Sociétés de production : Capa Drama, TF1 Production, Les Gens, RTBF
- Société de distribution : TF1 Distribution
- Pays d'origine :  France,  Belgique
- Langue originale : français
- Format : couleur
- Genre : drame
- Durée : 43 minutes
- Classification : Tout public

## Épisodes
Pour une première saison, la série comporte huit épisodes dépourvus de titres.

## Audiences
En France, les deux premiers épisodes ont rassemblé en moyenne 4,4 millions de téléspectateurs, dont une moyenne de 21,8 % de PDA selon Médiamétrie.
| Épisode | Date de diffusion | Téléspectateurs | PDA    | Références |
| ------- | ----------------- | --------------- | ------ | ---------- |
| 1       | 3 septembre 2020  | 4 690 000       | 21,5 % | [ 8 ]      |
| 2       | 3 septembre 2020  | 4 070 000       | 22,2 % | [ 8 ]      |
| 3       | 10 septembre 2020 | 4 040 000       | 17,9 % | [ 9 ]      |
| 4       | 10 septembre 2020 | 3 530 000       | 18,4 % | [ 9 ]      |
| 5       | 17 septembre 2020 | 3 950 000       | 19,2 % | [ 10 ]     |
| 6       | 17 septembre 2020 | 3 420 000       | 18,9 % | [ 10 ]     |
| 7       | 24 septembre 2020 | 3 890 000       | 17,4 % | [ 11 ]     |
| 8       | 24 septembre 2020 | 3 530 000       | 18,9 % | [ 11 ]     |

- Meilleure audience de la série
- Meilleure PDA de la série